# 斗山ベアーズ
斗山ベアーズ（トゥサン・ベアーズ、韓: 두산 베어스、英: Doosan Bears）は、KBOリーグに所属する大韓民国のプロ野球チームである。韓国プロ野球発足時の1982年から存在するチームのひとつ。カタカナのまま「トゥサン・ベアーズ」と表記することもある。本拠地はソウル特別市の蚕室野球場。マスコットはチョルンイ（철웅이）。

## 概要
親会社の斗山は韓国の財閥のひとつで、ソウル・東大門にある総合ファッションモールの通称である「DOOTA」の管理・運営も手がけている。日本では韓国焼酎の「鏡月GREEN」の製造元としても有名であったが、2009年1月に斗山の酒類事業を韓国ロッテに売却し現在は「ロッテ酒類」となっている。KBOの初代チャンピオンチームでもある。ハンドボール部門もあり、同じく「斗山ベアーズ」のチーム名でハンドボール韓国リーグに参加している。
縁故地（ホームタウン）は、球団創設当初はソウル特別市を希望していたものの、大田市（現：大田広域市）に本拠を置く球団がなかったことから、1982年から1984年までの3年間は大田市をホームタウンとし、1985年のピングレ・イーグルス（現：ハンファ・イーグルス）の創設（リーグ参加は1986年）に伴い、ソウル特別市に移った。
本拠地球場は、球団創設から1984年まで大田広域市の大田ハンバッ運動場野球場。1985年にソウル特別市中区の東大門野球場、翌1986年以降は同市松坡区の蚕室野球場をLGツインズと共用する形で使用している。球団事務所は球場内にある。二軍の本拠地は、京畿道利川市栢沙面の「ベアーズ・パーク」である。

## 歴史
1982年にOBベアーズとして発足（OBは斗山グループのビール会社）。当時の本拠地球場は大田ハンバッ運動場野球場。野球場の改修が間に合わなかったため、本拠地開幕戦は4月4日に清州総合運動場野球場で開催された。大田での試合開催は同年5月15日からとなった。
1985年に縁故地をソウル特別市に移転、当初は東大門野球場を本拠地球場として使用、1986年以降は蚕室野球場を本拠地とした。
1999年にOBの斗山グループからの分離に伴い名称変更。斗山ベアーズになる。
2001年は金寅植監督が率いて韓国シリーズを制覇。その後は2002年5位、2003年は7位と低迷した。
2004年はゲーリー・ラスの最多勝を獲得する活躍などで優勝争いに残り、結局レギュラーシーズン3位で準プレーオフを勝ち抜きプレーオフに進出したが、サムスン・ライオンズに敗れた。シーズン終了後、ラスは東北楽天ゴールデンイーグルスに移籍。
2005年はサムスン、SKワイバーンズと激しい首位争いを繰り広げ、レギュラーシーズン2位でプレーオフに進出しハンファ・イーグルスを破り三星との韓国シリーズに臨んだが、4連敗を喫してしまった。
2006年は終盤起亜タイガースとの激しい4位争いに敗れ、5位に終わったが、観客動員数は増加し、同じ蚕室野球場を本拠地としているLGツインズが長く保ってきた1位の座を奪った。
2007年は観客動員数1位の座をLGに奪い返されたが、上位争いを続けレギュラーシーズン2位でプレーオフ進出し、韓国シリーズにも進出したが、SKに敗れた。
2008年は2年連続の公式戦2位となり、プレーオフでは三星に勝利し韓国シリーズに進出したが、2年連続でSKに敗れた。
2009年はかつてないプロ野球人気の波に乗り、球団史上初めて観客動員数が100万人を突破した。レギュラーシーズンでは3位となり、ポストシーズンは準プレーオフから出場し、ロッテに勝ちプレーオフに進出したが、ポストシーズンで3年連続の対戦となったSKの前にプレーオフでまたも敗れ去った。
2010年もレギュラーシーズンでは2年連続3位で、準プレーオフではロッテ相手に第1，2戦と敗れたが、第3戦以降3連勝して4年連続プレーオフ進出を決めた。プレーオフでは三星に2勝3敗で敗れた。
2011年6月、2004年から斗山を率いた金卿文監督が成績不振によりシーズン途中で監督を辞任し、金光洙ヘッドコーチが監督代行に就任した。同年は5位に終わり、5年ぶりにポストシーズン進出に失敗した。同年年オフに1軍バッテリーコーチだった金鎮旭が監督に就任し、ヘッドコーチにはNPB西武の元監督で野球評論家の伊東勤が就任した（2012年限りで退任）。
2012年はレギュラーシーズン3位で2年ぶりにポストシーズンへ進出したが、準プレーオフでロッテに敗れた。
2013年はレギュラーシーズン4位で2年連続ポストシーズン・準プレーオフへ出場、ネクセンに勝利しプレーオフへ、そしてLGを破り韓国シリーズへ進出したが、サムスンに敗れた。11月に金鎮旭監督が解任され、在日韓国人の石山一秀（韓国名：宋一秀）が監督に就任した。
2014年は6位で3年ぶりにポストシーズン進出に失敗し、石山一秀も監督を退任した。
2015年より金泰亨監督が指揮を執り、レギュラーシーズンでは3位だったもののポストシーズンでは準プレーオフでネクセン・ヒーローズ、プレーオフでNCダイノス、韓国シリーズで三星を倒し、14年ぶりの年間総合優勝となった。
2016年は前身のOBベアーズ時代の1995年以来21年ぶりのレギュラーシーズン優勝を達成し、韓国シリーズでもNCを4勝0敗で下してチーム史上初の同シリーズ2連覇を達成した。
2017年はレギュラーシーズン2位でポストシーズンへ進出、プレーオフでNCをやぶり3年連続で韓国シリーズに進出したが起亜タイガースに敗れた。
2018年はレギュラーシーズンで優勝するも韓国シリーズでSKに敗れ、年間2位で終わった。
2019年はシーズン最終戦でSKに勝率で並び直接対決で勝ち越していたためレギュラーシーズン優勝となり、5年連続出場となった韓国シリーズでキウムに4連勝し3年ぶり6度目となる総合優勝を達成した。第1戦からの4連勝でのシリーズ制覇は通算8度目。
2020年はレギュラーシーズン3位でポストシーズンに出場、準プレーオフでLG、プレーオフでKTに勝利、6年連続で韓国シリーズに出場するもNCに敗れた。
2021年のレギュラーシーズンは4位だったものの、ワイルドカード決定戦でキウム、準プレーオフでLG、プレーオフで三星に勝利し、KBO史上初となる7年連続韓国シリーズ出場及びワイルドカード決定戦からの韓国シリーズ進出の記録を樹立した。しかし韓国シリーズでKTに敗れ、2年連続の年間総合2位となった。
2022年は8年ぶりにポストシーズンへ進出せず、チーム史上最低の9位に終わった。金泰亨監督は退任。
2023年、李承燁が監督に就任。5位に終わり、2年ぶりにポストシーズンへ進出したが、ワイルドカード決定戦でNCに敗れた。
2024年、レギュラーシーズン4位で2年連続ポストシーズンへ進出したが、KTと対戦し2年連続ワイルドカード決定戦で敗退した。
2025年6月2日、李承燁監督が辞任、6月3日より趙晟桓が監督代行となった。

## 在籍選手

### 首脳陣

#### 一軍
| 背番号 | 名前     | 読み               | 役職               |
| ------ | -------- | ------------------ | ------------------ |
| 73     | 趙晟桓   | チョ・ソンファン   | 監督代行           |
| 88     | 後藤孝志 |                    | 首席兼打撃コーチ   |
| 75     | 林財鉉   | イム・ジェヒョン   | 作戦コーチ         |
| 87     | 金宰賢   | キム・ジェヒョン   | 作戦コーチ         |
| 84     | 金志容   | キム・ジヨン       | 投手コーチ         |
| 86     | 趙重槿   | チョ・ジョングン   | 打撃コーチ補佐     |
| 83     | 金東漢   | キム・ドンハン     | 守備コーチ         |
| 74     | 趙寅成   | チョ・インソン     | バッテリーコーチ   |
| 90     | 賈得焰   | カ・ドゥクヨム     | ブルペンコーチ     |
| なし   | 千鍾珉   | チョン・ジョンミン | トレーニングコーチ |
| なし   | 趙光熙   | チョ・グァンヒ     | トレーニングコーチ |
| なし   | 柳悰帥   | ユ・ジョンス       | トレーニングコーチ |

#### 二軍
| 背番号 | 名前     | 読み             | 役職               |
| ------ | -------- | ---------------- | ------------------ |
| 85     | 仁村徹   |                  | 総括コーチ         |
| 79     | 朴廷培   | パク・チョンベ   | 投手コーチ         |
| 91     | 小野和義 |                  | 投手コーチ         |
| 71     | 李到炯   | イ・ドヒョン     | 打撃コーチ         |
| 76     | 李永守   | イ・ヨンス       | 打撃コーチ補佐     |
| 78     | 徐藝日   | ソ・イェイル     | 守備コーチ         |
| 80     | 金昣秀   | キム・ジンス     | バッテリーコーチ   |
| 0      | 李徳鉉   | イ・ドクヒョン   | トレーニングコーチ |
| なし   | 郭成昱   | クァク・ソンウク | トレーニングコーチ |

#### 残留・リハビリ軍
| 背番号 | 名前   | 読み                 | 役職   |
| ------ | ------ | -------------------- | ------ |
| 70     | 曺雄千 | チョ・ウンチョン     | コーチ |
| 72     | 曺敬澤 | チョ・ギョンテク     | コーチ |
| 82     | 権明哲 | クォン・ミョンチョル | コーチ |

### 投手
| 背番号 | 選手名           | 読み               | 投 | 打 | 備考                                                           |
| ------ | ---------------- | ------------------ | -- | -- | -------------------------------------------------------------- |
| 1      | 朴治国           | パク・チグク       | 右 | 右 |                                                                |
| 4      | 朴志浩           | パク・ジホ         | 左 | 左 |                                                                |
| 7      | 利教勲           | イ・ギョフン       | 左 | 左 | 99から背番号変更                                               |
| 12     | 朴正洙           | パク・チョンス     | 右 | 左 |                                                                |
| 17     | 洪建喜           | ホン・ゴンヒ       | 右 | 右 |                                                                |
| 19     | 金愍圭           | キム・ミンギュ     | 右 | 左 |                                                                |
| 20     | 金有星           | キム・ユソン       | 右 | 右 | 62から背番号変更                                               |
| 28     | 崔丞鎔           | チェ・スンヨン     | 左 | 左 |                                                                |
| 29     | 李炳憲           | イ・ビョンホン     | 左 | 左 |                                                                |
| 30     | 金呈玗           | キム・ジョンウ     | 右 | 右 |                                                                |
| 35     | 高孝準           | コ・ヒョジュン     | 左 | 左 | SSGから移籍 育成選手から追加登録                               |
| 38     | 趙濟煐           | チョ・ジェヨン     | 右 | 右 | 育成選手                                                       |
| 39     | ザック・ローグ   |                    | 左 | 左 | 新外国人                                                       |
| 40     | 崔鍾仁           | チェ・ジョンイン   | 右 | 右 |                                                                |
| 41     | 崔準淏           | チェ・ジュンホ     | 右 | 右 | 59から背番号変更                                               |
| 42     | 崔智㓻           | チェ・ジガン       | 右 | 左 |                                                                |
| 43     | 李柱曄           | イ・ジュヨプ       | 右 | 右 | 3から背番号変更 育成選手                                       |
| 46     | 金明信           | キム・ミョンシン   | 右 | 右 |                                                                |
| 47     | 郭彬             | グァク・ピン       | 右 | 右 |                                                                |
| 49     | 朴新知           | パク・シンジ       | 右 | 右 |                                                                |
| 50     | 李映河           | イ・ヨンハ         | 右 | 右 |                                                                |
| 55     | 李昇眞           | イ・スンジン       | 右 | 右 |                                                                |
| 56     | 金虎峻           | キム・ホジュン     | 左 | 左 |                                                                |
| 57     | コール・アービン |                    | 左 | 左 | 新外国人                                                       |
| 58     | 黄熙天           | ファン・ヒチョン   | 左 | 左 | 2025年新人ドラフト4巡目                                        |
| 61     | 崔源峻           | チェ・ウォンジュン | 右 | 右 |                                                                |
| 63     | 金澤延           | キム・テクヨン     | 右 | 右 |                                                                |
| 65     | 尹泰皓           | ユン・テホ         | 右 | 右 | 125から背番号変更 育成選手から追加登録                         |
| 66     | 金度潤           | キム・ドユン       | 右 | 左 | 育成選手                                                       |
| 67     | 洪珉圭           | ホン・ミンギュ     | 右 | 左 | 2025年新人ドラフト3巡目                                        |
| 68     | 崔玟錫           | チェ・ミンソク     | 右 | 右 | 2025年新人ドラフト2巡目                                        |
| 92     | 梁宰熏           | ヤン・ジェフン     | 右 | 右 | 2025年新人ドラフト7巡目 育成選手から追加登録 115から背番号変更 |
| 93     | 諸煥儒           | チェ・ファンユ     | 右 | 左 | 育成選手から追加登録 101から背番号変更                         |
| 95     | 金韓中           | キム・ハンジュン   | 右 | 右 | 新入団 育成選手から追加登録 121から背番号変更                  |
| 102    | 南皓             | ナム・ホ           | 左 | 左 | 94から背番号変更 育成選手                                      |
| 106    | 朴雄             | パク・ウン         | 右 | 右 | 120から背番号変更 育成選手                                     |
| 108    | 崔又仁           | チェ・ウイン       | 右 | 右 | ロッテからトレード移籍 育成選手                                |
| 109    | 崔世昌           | チェ・セチャン     | 右 | 右 | 108から背番号変更 育成選手                                     |
| 112    | 金泰完           | キム・テワン       | 右 | 右 | 117から背番号変更 育成選手                                     |
| 118    | 延抒俊           | ヨン・ソジュン     | 左 | 左 | 2025年新人ドラフト10巡目 育成選手                              |
| 120    | 朴然俊           | パク・ヨンジュン   | 右 | 右 | 新入団 育成選手                                                |
| 122    | 金志玧           | キム・ジユン       | 右 | 右 | 新入団 育成選手                                                |
| 123    | 朴珉濟           | パク・ミンジェ     | 右 | 右 | 新入団 育成選手                                                |
| 126    | 張友軫           | チャン・ウジン     | 右 | 右 | 兵役から復帰 育成選手                                          |
|        | 李源宰           | イ・ウォンジェ     | 左 | 左 | 軍保留選手                                                     |
|        | 白昇祐           | ベク・スンウ       | 左 | 左 | 軍保留選手                                                     |
|        | 金東周           | キム・ドンジュ     | 右 | 右 | 軍保留選手                                                     |
|        | 金永炫           | キム・ヨンヒョン   | 右 | 右 | KTから許敬民のFA移籍に伴う補償選手として移籍 軍保留選手        |
|        | 金武玭           | キム・ムビン       | 左 | 左 | 軍保留選手                                                     |

### 捕手
| 背番号 | 選手名 | 読み               | 投 | 打 | 備考                              |
| ------ | ------ | ------------------ | -- | -- | --------------------------------- |
| 11     | 柳弦俊 | リュ・ヒョンジュン | 右 | 右 |                                   |
| 15     | 朴成宰 | パク・ソンジェ     | 右 | 右 | 兵役から復帰 育成選手から追加登録 |
| 22     | 張勝賢 | チャン・スンヒョン | 右 | 右 |                                   |
| 25     | 梁義智 | ヤン・ウィジ       | 右 | 右 |                                   |
| 26     | 朴民埈 | パク・ミンジュン   | 右 | 右 |                                   |
| 44     | 張圭彬 | チャン・ギュビン   | 右 | 右 | 96から背番号変更 育成選手         |
| 45     | 金起衍 | キム・ギヨン       | 右 | 右 |                                   |
| 103    | 千弦載 | チョン・ヒョンジェ | 右 | 左 | 123から背番号変更 育成選手        |
| 116    | 金成在 | キム・ソンジェ     | 右 | 右 | 2025年新人ドラフト8巡目 育成選手  |
|        | 尹俊皓 | ユン・ジュンホ     | 右 | 右 | 軍保留選手                        |

### 内野手
| 背番号 | 選手名       | 読み             | 投 | 打 | 備考                                          |
| ------ | ------------ | ---------------- | -- | -- | --------------------------------------------- |
| 3      | 林鐘成       | イム・ジョンソン | 右 | 右 | 36から背番号変更                              |
| 5      | 呂東件       | ヨ・ドンゴン     | 右 | 右 |                                               |
| 6      | 呉明鎮       | オ・ミョンジン   | 右 | 左 |                                               |
| 10     | 金民奕       | キム・ミンヒョク | 右 | 右 |                                               |
| 13     | 李有燦       | イ・ユチャン     | 右 | 右 | 7から背番号変更                               |
| 14     | 朴桂範       | パク・ケボム     | 右 | 右 |                                               |
| 16     | 朴俊泳       | パク・チュンヨン | 右 | 右 | 9から背番号変更                               |
| 23     | 姜勝淏       | カン・スンホ     | 右 | 右 |                                               |
| 24     | 李宣禹       | イ・ソンウ       | 右 | 左 | 2025年新人ドラフト5巡目                       |
| 37     | 朴池焄       | パク・チフン     | 右 | 右 | 2から背番号変更                               |
| 48     | 金東俊       | キム・ドンジュン | 左 | 左 | 124から背番号変更 育成選手から追加登録        |
| 52     | 朴浚淳       | パク・チュンスン | 右 | 右 | 2025年新人ドラフト1巡目                       |
| 53     | 梁碩桓       | ヤン・ソクファン | 右 | 右 |                                               |
| 62     | 安宰奭       | アン・ジェソク   | 右 | 左 | 兵役から復帰                                  |
| 94     | 金遵相       | キム・ジュンサン | 右 | 左 | 新入団 育成選手から追加登録 125から背番号変更 |
| 107    | 李旻錫       | イ・ミンソク     | 右 | 右 | 122から背番号変更 育成選手                    |
| 114    | 韓多賢       | ハン・ダヒョン   | 右 | 左 | 2025年新人ドラフト6巡目 育成選手              |
| 115    | 李ハンビョル | イ・ハンビョル   | 右 | 左 | 新入団 育成選手                               |
| 124    | 金民澔       | キム・ミンホ     | 右 | 右 | 新入団 育成選手                               |
| 125    | 地康赫       | チ・ガンヒョク   | 右 | 左 | KBO復帰 育成選手                              |
| 127    | 申旼撤       | シン・ミンチョル | 右 | 右 | 兵役から復帰 育成選手                         |
|        | 任敍濬       | イム・ソジュン   | 右 | 左 | 軍保留選手 育成選手                           |

### 外野手
| 背番号 | 選手名           | 読み             | 投 | 打 | 備考                              |
| ------ | ---------------- | ---------------- | -- | -- | --------------------------------- |
| 2      | 金珉錫           | キム・ミンソク   | 右 | 左 | ロッテからトレード移籍            |
| 8      | ジェイク・ケイブ |                  | 左 | 左 | 新外国人                          |
| 9      | 田茶珉           | チョン・ダミン   | 右 | 左 | 58から背番号変更                  |
| 27     | 金待漢           | キム・デハン     | 右 | 右 | 37から背番号変更                  |
| 31     | 鄭秀彬           | チョン・スビン   | 左 | 左 |                                   |
| 32     | 金宰煥           | キム・ジェファン | 右 | 左 |                                   |
| 33     | 金仁泰           | キム・インテ     | 左 | 左 |                                   |
| 34     | 洪成昊           | ホン・ソンホ     | 右 | 左 | 44から背番号変更 育成選手         |
| 36     | 秋材賢           | チュ・ジェヒョン | 左 | 左 | ロッテからトレード移籍            |
| 51     | 趙修行           | チョ・スヘン     | 右 | 左 |                                   |
| 60     | 姜賢求           | カン・ヒョング   | 右 | 右 | 育成選手から追加登録              |
| 100    | 梁賢真           | ヤン・ヒョンジン | 右 | 右 | 109から背番号変更 育成選手        |
| 104    | 姜棟馨           | カン・ドンヒョン | 右 | 左 | 126から背番号変更 育成選手        |
| 110    | 孫率暣           | ソン・ユルギ     | 右 | 左 | 116から背番号変更 育成選手        |
| 117    | 朱亮俊           | チュ・ヤンジュン | 右 | 右 | 2025年新人ドラフト9巡目 育成選手  |
| 119    | 崔佑赫           | チェ・ウヒョク   | 右 | 左 | 2025年新人ドラフト11巡目 育成選手 |
|        | 金門秀           | キム・ムンス     | 右 | 左 | 軍保留選手                        |
|        | 康迨琓           | カン・テワン     | 左 | 左 | 軍保留選手 育成選手               |

## 永久欠番
| 朴哲淳 | 金榮伸 |

- 21 朴哲淳（パク・チョルスン、2002年4月5日 - ）
- 54 金榮伸（キム・ヨンシン、1986年8月16日 - ）

### 解消した永久欠番
- 10 尹東均（ユン・ドンギュン、1989年8月17日 - 1994年）

## 主な退団・引退選手及びコーチングスタッフ

### 他球団所属の韓国人選手
- 李在學 - 現NCダイノス、2011年オフに2次ドラフトで指名され移籍
- 金賢洙 - 現LGツインズ、2015年オフにFA権を行使してボルチモア・オリオールズに移籍
- 盧景銀 - 現SSGランダース、2015年に任意脱退後、高源浚とのトレードでロッテに移籍
- 李沅錫 - 現キウム・ヒーローズ、2016年オフにFA権を行使して三星に移籍。補償選手は李興練
- 崔在勳 - 現ハンファ・イーグルス、2017年に申成鉉とのトレードで移籍
- 柳志赫 - 現三星ライオンズ、2020年に洪健憙とのトレードで起亜に移籍
- 崔周煥 - 現キウム・ヒーローズ、2020年オフにFA権を行使してSSGに移籍。補償選手は姜勝淏
- 呉在一 - 現三星ライオンズ、2020年オフにFA権を行使して移籍。補償選手は朴桂範
- 咸徳柱 - 現LGツインズ、2021年に梁碩桓、南晧とのトレードで移籍
- 李庸燦 - 現NCダイノス、2021年にFA権を行使して移籍。補償選手は朴正洙
- 朴健祐 - 現NCダイノス、2021年オフにFA権を行使して移籍。補償選手は姜眞成
- 朴世爀 - 現NCダイノス、2022年オフにFA権を行使して移籍。補償選手は朴俊泳
- 林昶暋 - 現キウム・ヒーローズ、2022年オフに球団から戦力外になり退団
- 姜眞成 - 現SSGランダース、2023年に金情盱とのトレードで移籍
- 李炯範 - 現起亜タイガース、2023年オフに2次ドラフトで指名され移籍
- 許敬民 - 現KTウィズ、2024年オフにFA権を行使して移籍。
- 鄭哲元 - 現ロッテ・ジャイアンツ、2024年オフに3対2のトレードで移籍。
- 金江栗 - 現LGツインズ、2024年オフにFA権を行使して移籍。

### 引退・無所属・現役外の韓国人選手
- 鄭載勳（チョン・ジェフン、2003 - 2014 \ 2016- 2017）現在、斗山の一軍投手コーチ。
- 李到炯（イ・ドヒョン、1994 - 2001）現在、斗山の一軍打撃コーチ。
- 高永民（コ・ヨンミン、2002 - 2016）現在、斗山の一軍守備コーチ。
- 朴廷培（パク・チョンベ、2005 - 2011）、現在、斗山の一軍ブルペンコーチ。
- 鄭振浩（チョン・ジンホ、2011 - 2019）現在、斗山の二軍守備兼作戦コーチ。
- 金尚珍（キム・サンジン、1990 - 1998）現在、斗山のリハビリ投手コーチ。
- 韓大化（ハン・デファ、1983 - 1985）
- 金榮伸（キム・ヨンシン、1985 - 1986）
- 崔一彦（チェ・イルオン、1984 - 1989）
- 曺凡鉉（チョ・ボムヒョン、1982 - 1990）
- 金卿文（キム・ギョンムン、1982 - 1989 \ 1991）
- 姜永寿（カン・ヨンス、1991 - 1994）
- 張浩淵（チャン・ホヨン、1983 - 1995）
- 金益宰（キム・イクジェ、1991 - 1995）
- 朴哲淳（パク・チョルスン、1982 - 1996）
- 宋在勇（ソン・ジェヨン、1995 - 1996）
- 姜炯碩（カン・ヒョンソク、1990 - 1997）
- 黄一權（ファン・イルグォン、1993 - 1997）
- 尹琪秀（ユン・ギス、1994 - 1998）
- 柳澤鉉（リュ・テクヒョン、1994 - 1998）
- 秋性建（チュ・ソンゴン、1993 - 1999）
- 陳甲龍（ジン・ガビョン、1997 - 1999）
- 沈正洙（シム・ジョンス、1995 - 2000）
- 姜赫（カン・ヒョク、1999 - 2000）
- 金泰亨（キム・テヒョン、1990 - 2001）
- 全炯道（チョン・ヒョンド、1995 - 2001）
- 金徳容（キム・ドクヨン、2001 - 2002）
- 金元燮（キム・ウォンソプ、2001 - 2002）
- 鄭守根（チョン・スグン、1995 - 2003）
- 崔勳載（チェ・フンジェ、1999 - 2003）
- 韓太均（ハン・テギュン、1999 - 2003）
- 金京泰（キム・ギョンテ、2002 - 2003）
- 洪敏球（ホン・ミング、2003）
- 白大雲（ベク・デウン、2003）
- 車明珠（チャ・ミョンジュ、1999 - 2004）
- 文東煥（ムン・ドンファン、2004）
- 表成大（ピョ・ソンデ、2000 - 2004）
- 尹泰洙（ユン・テス、2001 - 2004）
- 白承勳（ベク・スンフン、2003 - 2005）
- 全炳斗（チョン・ビョンドゥ、2003 - 2005）
- 朴明桓（パク・ミョンファン、1996 - 2006）
- 姜仁權（カン・イングォン、2002 - 2006）
- 崔景煥（チェ・ギョンファン、2002 - 2006）
- 鄭鍾秀（チョン・ジョンス、2003 - 2006）
- 李慶弼（イ・ギョンピル、1997 - 2007）
- 羅州煥（ナ・ジュファン、2003 - 2007）
- 姜東佑（カン・ドンウ、2006 - 2007）
- 蔡相秉（チェ・サンビョン、2003 - 2008）
- 琴民鐡（クム・ミンチョル、2005 - 2009）
- 池承珉（チ・スンミン、2009 - 2010）
- 兪在雄（ユ・ジェウン、2002 - 2011）
- 高昌成（コ・チャンソン、2008 - 2012）
- 孫時憲（ソン・ジホン、2003 - 2013）
- 林載哲（イム・ジェチョル、2004 - 2013）
- 李鍾旭（イ・ジョンウク、2006 - 2013）
- 崔俊蓆（チェ・ジュンソク、2006 - 2013）
- 金善宇（キム・ソンウ、2008 - 2013）
- 李恵践（イ・ヘチョン、1998 - 2008 \ 2011 - 2013）
- 金東柱（キム・ドンジュ、1998 - 2014）
- 李在雨（イ・ジェウ、1998 - 2015）
- 林泰勳（イム・テフン、2007 - 2015）
- 張珉碩（チャン・ミンソク、2014 - 2015）
- 洪性炘（ホン・ソンフン、1999 - 2008 \ 2013 - 2016）
- 金剛（キム・ガン、2014 - 2016）
- 閔炳憲（ミン・ビョンホン 、2006 - 2017)
- 高源浚（コ・ウォンジュン、2016 - 2017）
- 金成培（キム・ソンべ、2003 - 2011 \ 2016 - 2017）
- 洪相三（ホン・サンサム、2008 - 2019）
- 李顯鎬（イ・ヒョンホ、2011 - 2019）
- 卞視援（ビョン・シウォン、2012 - 2019）
- 裵英洙（ペ・ヨンス、2019）
- 金承會（キム・スンフェ、2003 - 2012 \ 2017 - 2020）
- 李興練（イ・フンリョン、2018 - 2020）
- 權奕（クォン・ヒョク、2019 - 2020）
- 鄭相昊（チョン・サンホ、2020）
- 柳煕寛（ユ・ヒグァン、2009 - 2021）
- 白同訓（ベク・ドンフン、2018 - 2021）
- 呉載元（オ・ジェウォン、2007 - 2022）
- 鞠海成（グク・ヘソン、2009 - 2022）
- 尹明準（ユン・ミョンジュン、2012 - 2022）
- 李賢承（イ・ヒョンスン、2014 - 2022）
- 崔容薺（チェ・ヨンジェ、2014 - 2022）
- 張元準（チャン・ウォンジュン、2015 - 2023）
- 申成鉉（シン・ソンヒョン、2017 - 2023）
- 金志容（キム・ジヨン、2022 - 2023）
- 安乗漢（アン・スンハン、2022 - 2024）
- 金宰鎬（キム・ジェホ、2004 - 2024）

### 外国人選手
- 徳山新次（朝鮮語版）（1984 - 1985） - 元西濃運輸、ニコニコドー。韓国名は洪新次（ホン・シンチャ）。
- 山本一彦（1984 - 1989） - 専修大学出身。韓国名は崔一彦（チェ・イルオン）。
- 呉憲助（ご・けんすけ[5]）（1985） - 元読売ジャイアンツ。韓国名は呉憲助（オ・ヒョンジョ）[6]。
- 木原彰彦（1986） - 元広島東洋カープ。韓国名は朴彰彦（パク・チャンオン）。
- 吉本博（1988 - 1990） - 元西武ライオンズ、横浜大洋ホエールズ。韓国名は宋才博（ソン・ジェハク）。
- 吉村元富（1992） - 元南海ホークス。韓国名は高元富（コ・ウォンプ）。
- 田中実（1998 - 2000） - 元日本ハムファイターズ。韓国名は金実（キム・シル）。
- 入来智（2003） - 元近鉄バファローズ、広島東洋カープ、読売ジャイアンツ、ヤクルトスワローズ、韓国プロ野球初の外国人枠登録による日本人投手となった。
- 安田権守（2020 - 2022） - 元カナフレックス。韓国名は安権守（アン・グォンス）。
- 広中子寛（2021 - 2023） - 日本での野球経験なし。韓国名は張彬（チャン・ビン）。
- トロイ・ニール（2001） - 元オリックス・ブルーウェーブ。
- タイロン・ウッズ（1998 - 2002） - 元横浜ベイスターズ、中日ドラゴンズ。
- マイク・クールボー（2003）
- マーク・キーファー（2003 - 2004）
- ダニエル・リオス（2005 - 2007） - 元東京ヤクルトスワローズ。
- ゲーリー・ラス（2002、2004、2008） - 元読売ジャイアンツ、東北楽天ゴールデンイーグルス。
- マット・ランデル（2005 - 2009） - 元福岡ダイエーホークス、読売ジャイアンツ。
- マット・ワトソン（2009） - 元千葉ロッテマリーンズ。
- クリストファー・ニコースキー（2009） - 元福岡ソフトバンクホークス。
- レス・ウォーランド（2010） - 元横浜ベイスターズ。
- ケルビン・ヒメネス（2010） - 元東北楽天ゴールデンイーグルス。
- スコット・プロクター（2012）
- ギャレット・オルソン（2013）
- クリス・ボルスタッド（2014）
- ホルヘ・カントゥ（2014）
- ユニエスキ・マヤ（2014 - 2015）
- ザック・ラッツ（2015） - 元東北楽天ゴールデンイーグルス。
- アンソニー・スウォーザック（2015）
- ダスティン・ニッパート（2011 - 2017）
- ニック・エバンス（2016 - 2017） - 元東北楽天ゴールデンイーグルス。
- マイケル・ボウデン（2016 - 2017） - 元埼玉西武ライオンズ。
- ジミー・パラデス（2018） - 元千葉ロッテマリーンズ。
- スコット・バンスライク（2018）
- セス・フランコフ（2018 - 2019）
- ジョシュ・リンドブロム（2018 - 2019）
- クリス・フレクセン（2020）
- ウォーカー・ロケット（2021）
- ホセ・ミゲル・フェルナンデス（2019 - 2022）
- アリエル・ミランダ（2021 - 2022） - 元福岡ソフトバンクホークス
- ロバート・ストック（2022）
- ホセ・ロハス（2023）
- ラウル・アルカンタラ（2020、2023 - 2024） - 元阪神タイガース
- 白川恵翔（2024） - 現徳島インディゴソックス
- ブランドン・ワッデル（2022、2023 - 2024）
- ジョーダン・バラゾビック（2024）

### 在日韓国人・外国人コーチ
- 佐野嘉幸（1986） - 元東映フライヤーズ、南海ホークス、広島東洋カープ
- 中西弘明（1991 - 1992） - 元阪急ブレーブス、日本ハムファイターズ
- 山本一彦（1993 - 2003） - 韓国名は崔一彦（チェ・イルオン）。
- 伊東勤（2012） - 元西武ライオンズ。
- 小牧雄一（2012） - 元日本ハムファイターズ、西武ライオンズ。
- 久保康生（2012） - 元近鉄バファローズ、阪神タイガース。
- 香田勲男（2013 - 2014） - 元読売ジャイアンツ、大阪近鉄バファローズ。
- 続木敏之（2014） - 元阪神タイガース。
- 吉本博（1992 - 2017） - 元横浜大洋ホエールズ。韓国名は宋才博（ソン・ジェハク）。
- 芹澤裕二（2023 - 2024） - 元中日ドラゴンズ。

## 歴代監督
- 金彦任重（韓国名：金永徳（キム・ヨンドク）、1982 - 1983）
- 金星根（キム・ソングン、1984 - 1988.9）
- 李廣煥（朝鮮語版）（イ・グァンファン、1988.9 - 1990） - 監督代行を経て監督
- 李在宇（朝鮮語版）（イ・ジェウ、1991 - 1991.9）
- 尹東均（朝鮮語版）（ユン・ドンキュン、1991.9 - 1994.9） - 監督代行を経て監督
- 金寅植（キム・インシク、1994.9 - 2003） - 監督代行を経て監督
- 金卿文（キム・キョンムン、2004 - 2011.6）
- 金光洙 (内野手)（朝鮮語版）（キム・クァンス、2011.6 - シーズン終了） - 監督代行
- 金鎭旭（朝鮮語版）（キム・ジヌク、2012 - 2013）
- 石山一秀（韓国名：宋 一秀（ソン・イルス）、2014）
- 金泰亨（キム・テヒョン、2015 - 2022）
- 李承燁（イ・スンヨプ、2023 - 2025.6）
- 趙晟桓（チョ・ソンファン、2025.6 - ） - 監督代行